# الحمامه
الحمامه (به عربی: الحمامة) یک منطقهٔ مسکونی در لیبی است که در برقه واقع شده‌است.